# Richard Cullen
Richard Cullen é um conceituado animador 3D, designer e diretor de arte britânico.

## Carreira
Cullen começou como diretor de teatro no Rose Bruford College, em Londres, e posteriormente estudou Teoria do Cinema na Universidade de Westminster.

### Trabalhos e criações
Entre seus trabalhos de destaque, Cullen produziu as animações do DVD This Delicate Film We've Made de Darren Hayes, lançado em 2009 no Reino Unido, e que atingiu o Top 10 na lista de vendas no país. O inglês também dirigiu o videoclipe da música Me, Myself And (I) do cantor, inspirado na visualidade das capas dos discos do grupo Kraftwerk, e produziu o material gráfico do single da música So Beautiful de Hayes, lançado em 2005.

### Prêmios e Indicações
- Em 2008, o videoclipe de "Who Would Have Thought" foi indicado ao BIMA Awards, premiação da British Interactive Media Association, na categoria "Filme e Animação".